# Liste der Bodendenkmäler in Ramsau bei Berchtesgaden

Wappen von Ramsau

Auf dieser Seite sind die Bodendenkmäler in der oberbayerischen Gemeinde Ramsau zusammengestellt. Diese Tabelle ist eine Teilliste der Liste der Bodendenkmäler in Bayern. Grundlage ist die Bayerische Denkmalliste, die auf Basis des Bayerischen Denkmalschutzgesetzes vom 1. Oktober 1973 erstmals erstellt wurde und seither durch das Bayerische Landesamt für Denkmalpflege geführt wird. Die folgenden Angaben ersetzen nicht die rechtsverbindliche Auskunft der Denkmalschutzbehörde.

## Bodendenkmäler in Ramsau
| Lage                                            | Objekt | Akten-Nr.     | Bild                                    |
| ----------------------------------------------- | --- | ------------- | --------------------------------------- |
| Im Tal 82 (Standort)                            | Untertägige spätmittelalterliche und frühneuzeitliche Befunde im Bereich der Kath. Pfarrkirche St. Sebastian           | D-1-8343-0012 | Untertägige Befunde bei St. Sebastian   |
| Bei Wallfahrtskirche Maria Kunterweg (Standort) | Untertägige frühneuzeitliche Befunde im Bereich der Kath. Filial- und Wallfahrtskirche Mariä Himmelfahrt am Kunterweg. | D-1-8343-0014 | Untertätige Befunde bei Maria Kunterweg |